# San Cipriano Picentino
San Cipriano Picentino község (comune) Olaszország Campania régiójában, Salerno megyében.

## Fekvése
A megye északnyugati részén fekszik. Határai: Castiglione del Genovesi, Giffoni Sei Casali, Giffoni Valle Piana, Salerno és San Mango Piemonte.

## Története
Első említése 1294-ből származik. A következő századokban nemesi birtok volt. A 19. században nyerte el önállóságát, amikor a Nápolyi Királyságban felszámolták a feudalizmust. Korabeli épületeinek nagy része elpusztult az 1980-as hirpiniai földrengésben.

## Népessége
A népesség számának alakulása:

## Főbb látnivalói
- Castello Montevetrano
- egy római kori villa romjai